# Ostap Semerak
Ostap Semerak är en ukrainsk politiker medlem av Fäderneslandsförbundet och sedan 27 februari 2012 tillförordnad kabinettminister i Ukraina.